# Леруа, Лео
Лео́ Леруа́ (фр. Léo Leroy; род. 24 февраля 2000 или 14 февраля 2000, Марсель) — французский футболист, полузащитник клуба «Базель».

## Клубная карьера
Леруа — воспитанник клубов «Авьон», «Сошо», «Ренн» и «Шатору». 1 марта 2019 года в матче против «Бреста» он дебютировал в Лиге 2 в составе последнего. 3 декабря в поединке против «Сошо» Луо забил свой первый гол за «Шатору». Летом 2021 года Леруа перешёл в «Монпелье». 8 августа в матче против «Марселя» он дебютировал в Лиге 1.